# 甲賀市立甲南中部小学校
甲賀市立甲南中部小学校（こうかしりつ こうなんちゅうぶしょうがっこう）は、滋賀県甲賀市甲南町竜法師にある市立の小学校。

## 所在地
- 滋賀県甲賀市甲南町竜法師1137番地[1]

## 校区
この小学校の校区は以下の通り。
甲南町池田、甲南町磯尾、甲南町竜法師、甲南町野尻、甲南町野田

## 学校教育目標
心身ともに健康で自主自律の精神にみちた児童の育成

## 学校の特徴
フラワー・ブラボー・コンクール（FBC）
- 美しい学校、花壇のある学校として、愛情をもって花の世話をし、日々の美的情操を培う。
- 花づくりによる土とふれ合う体験を通して、勤労の喜び、尊さを学ばせ、何事にもくじけない意志の強い子どもの育成をめざす。
- 色々な草花を育てたり観察したりすることを通して、命を大切にする心を育てる。
- 苗を地域の施設や公共の場、児童の家庭などに配布し、街を美しくし、地域社会の環境づくりならびにボランティア活動の推進を図る。